# Марі-Роуз Тесьє
Марі-Роуз Тесьє уроджена Буссо (фр. Marie-Rose Tessier; нар. 21 травня 1910) — французька довгожителька, вік якої підтверджено Групою геронтологічних досліджень (GRG) та Групою LongeviQuest (LQ). 17 січня 2023 року після смерті Люсіль Рандон, вона стала найстарішою живою людиною в Франції. Вона є 2-ю найстарішою живою людиною в Європі та 2-ю найстарішою живою людиною у світі, після Етель Катерхем. Вона входить до 60 найстаріших підтверджених людей у світовій історії Її вік становить 115 років, 90 днів.

## Біографія
Марі-Роуз Тесьє уроджена Буссо народилася 21 травня 1910 року. Її батько Алексіс Огюст Буссо був фермером, а мати Марі Ернестін Роз Дюран була домогосподаркою. Її батьки одружилися в 1898 році. Марі-Роуз була наймолодшою дитиною у сім'ї.

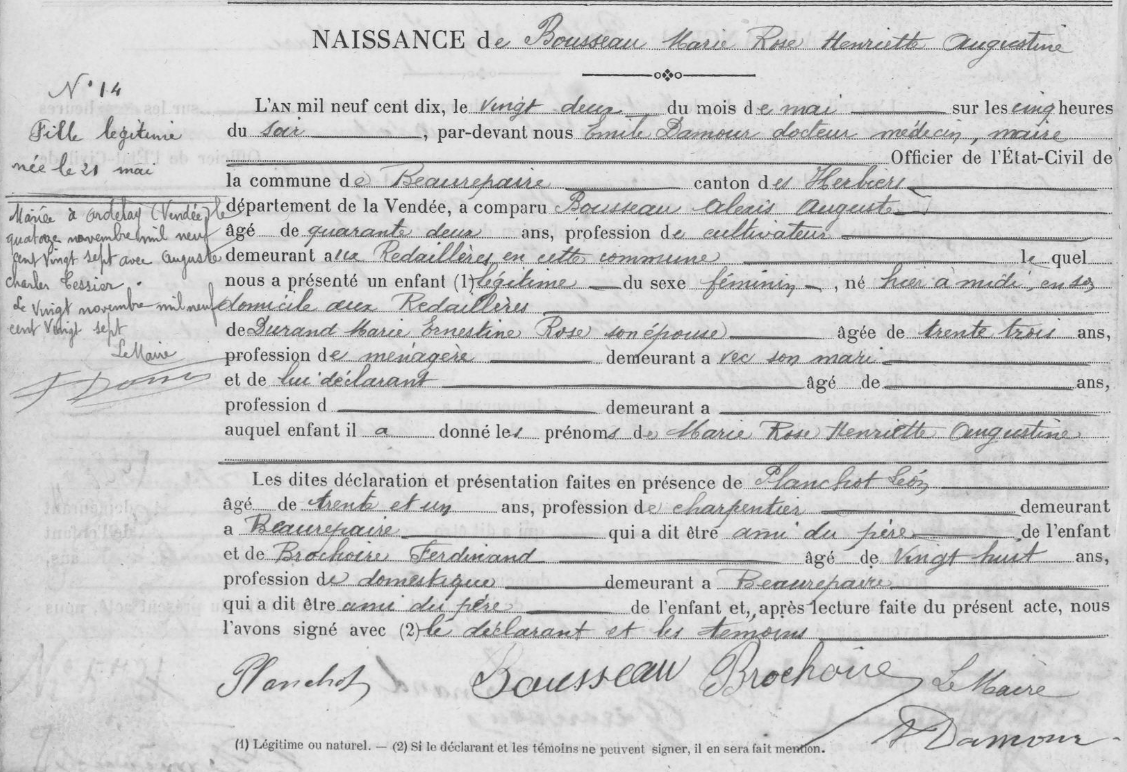
Свідоцтво про народження Марі-Роз Тессье, уродженої Буссо

14 листопада 1927 року у віці 17-ти років вийшла заміж за Огюста Тесьє (1904—1944). У пари народилися дві доньки: Деніз Марі Роз Огюстен (1928—2020) та Іветт Луїз Ежені (1929—2010)
Під час Другої світової війни її чоловік загинув від бомби в департаменті Ена. У 1944 році, коли їй було лише 34 роки, Марі-Роз овдовіла. Після Другої світової війни працювала у страховій компанії у сфері будівництва. Жила у Фужері (Іль і Вілен), потім у Парижі, а після виходу на пенсію у 1971 році, повернулася до рідної Вандії.
У квітні 2018 року Марі-Роуз взяла участь у зустрічі зі студентами школи Ecole St. Paul у Шато-д'Олонн, щоб поділитися своїми спогадами про Першу світову війну разом з іншими людьми похилого віку. Ніхто з її предків не вирізнявся довголіттям. Її батько помер у 66 років. Тільки її мати дожила до 80 років, як і двоє з трьох братів, які померли у 86 та 93 роки.
Марі-Роуз Тесьє зараз живе в Шато-д'Олонн, Вандея, Пеї-де-ла-Луар, Франція, у віці 115 років, 90 днів.

## Рекорди довгожителя
- 19 травня 2022 року, після смерті 111-річної Мадлен Корню, Марі-Роуз Тесьє стала останньою француженкою, яка народилася в 1910 році.
- 17 січня 2023 року після смерті Люсіль Рандон яка була найстарішою живою у світі, та 4-ю найстарішою за віком, яка прожила (118 років, 340 днів), Марі-Роуз Тесьє стала найстарішою живою людиною у Франції[13][14].
- 21 травня 2024 року Марі-Роуз Тесьє стала 205 людиною в історії, яка досягла 114-річчя, чий вік був підтверджений[15].
- 9 липня 2024 року після смерті Маси Мацумото стала 10-ю найстарішою живою людиною у світі.
- 9 серпня 2024 року, після смерті Іни Оказави стала 9-ю найстарішою живою людиною у світі.
- 19 серпня 2024 року, після смерті Марії Браньяс Морери стала 8-ю найстарішою живою людиною у світі та 3-ю найстарішою живою людиною в Європі.
- 26 серпня 2024 року, після смерті Хісако Сіроїсі стала 7-ю найстарішою живою людиною у світі.
- 27 серпня 2024 року, після смерті Шарлотти Кречман стала 6-ю найстарішою живою людиною у світі та 2-ю найстарішою живою людиною в Європі.
- 22 жовтня 2024 року, після смерті Елізабет Френсіс стала 5-ю найстарішою живою людиною у світі.
- 29 грудня 2024 року, після смерті Томіко Ітооки, стала 4-ю найстарішою живою людиною у світі.
- 23 січня 2025 року увійшла до 100 найстаріших підтверджених людей у світі.
- 26 квітня 2025 року, після смерті Окагі Хаясі, стала 3-ю найстарішою живою людиною у світі.
- 30 квітня 2025 року, після смерті Іни Канабарро Лукас, стала 2-ю найстарішою живою людиною у світі, після Етель Катерхем.
- 21 травня 2025 року, стала 77-ю людиною в історії, яка досягла 115-річчя.